# Nikola Stevanović
Nikola Stevanović (Niš, 13 de septiembre de 1998) es un futbolista serbio que juega en la demarcación de defensa para el Oțelul Galați de la Liga I.

## Selección nacional
Tras jugar en varias categorías inferiores, finalmente hizo su debut con la selección de fútbol de Serbia en un partido amistoso contra República Dominicana que finalizó con un resultado de empate a cero.

## Clubes
| Club                         | País     | Año       | Partidos | Goles |
| ---------------------------- | -------- | --------- | -------- | ----- |
| F. K. Radnički Niš           | Serbia   | 2016-2018 | 10       | 0     |
| F. K. Dinamo Vranje (cedido) | Serbia   | 2018-2019 | 25       | 0     |
| F. K. Radnički Niš           | Serbia   | 2019-2022 | 75       | 3     |
| F. C. Ingolstadt 04          | Alemania | 2022-2023 | 15       | 0     |
| F. K. Napredak Kruševac      | Serbia   | 2023-2024 | 18       | 0     |
| Oțelul Galați                | Rumania  | 2024-     | 4        | 0     |